# Myndigheten för ungdoms- och civilsamhällesfrågor
Myndigheten för ungdoms- och civilsamhällesfrågor (MUCF) är en svensk statlig förvaltningsmyndighet.  Myndighetens kärnuppdrag är att ta fram och sprida kunskap om ungas levnadsvillkor och om det civila samhällets förutsättningar samt fördela  bidrag till föreningsliv, kommuner och internationellt samarbete. Myndigheten sorterar under Utbildningsdepartementet. Organisationen bildades 1959 som Statens ungdomsråd. 1976 blev den en myndighet. 1994 fick organisationen namnet Ungdomsstyrelsen. 2014 fick organisationen det nuvarande namnet, på grund av det breddade uppdraget med civilsamhällesfrågorna. MUCF är en hbtq-strategisk och jämställdhetsintegrerad myndighet.[källa behövs]

## Verksamhet
Syftet är att "främja barn och ungas demokratiska fostran". Organisationen som tar emot bidragen måste värna alla människors lika värde och diskriminering får inte förekomma, vilket bland annat innebär att även homo- bi- och transpersoner ska känna sig välkomna. Den praktiska verksamheten handlar om att ta fram och förmedla kunskap om ungas levnadsvillkor, följa upp riksdagens och regeringens mål för den nationella ungdomspolitiken och stödja kommunerna i deras ungdomspolitiska arbete. Ungdomsstyrelsen fördelar bidrag till ungdomsverksamheter samt verksamhetsbidrag till kvinnoorganisationer, etniska organisationer och hbtq-organisationer.[källa behövs]
Ungdomsstyrelsen är nationellt kontor för EU-programmet Ung och Aktiv i Europa.[källa behövs]
Stöd till konfessionella ungdomsorganisationer är en omfattande del av styrelsens verksamhet och uppgår år 2010 till 48 miljoner kronor.
År 2021 granskade Riksrevisionsverket myndighetens handläggning av bidragsansökningar ifrån föreningar och organisationer och fann att:
- MUCF ej gjorde kompletterande kontroller för att verifiera uppgifter från bidragssökande organisationer[3]
- Verifierade felaktigheter ej resulterade i utökade kontroller[3]
- Osäkra revisorsrapporter som myndigheten använder som underlag för bidragsbeslut ej resulterat i utökade kontroller.[3]

### Budget och bidrag
Budget och utdelade statsbidrag enligt Sveriges regering:
| År   | Budget [miljoner SEK] | Utdelade bidrag [miljoner SEK] | Erasmus [miljoner euro] |
| ---- | --------------------- | ------------------------------ | ----------------------- |
| 2013 |                       | 342,6                          | 3,9                     |
| 2014 |                       | 346,2                          | 3,3                     |
| 2015 | 33,3                  | 332,6                          | 4,1                     |
| 2016 | 39,3                  | 370,1                          | 4,1                     |
| 2017 | 41,8                  |                                |                         |

Under åren 2016-2020 betalade MUCF ut cirka en miljard SEK i organisationsbidrag, varav 290 miljoner under 2020.

## Ledning
Myndigheten för ungdoms- och civilsamhällesfrågor är en enrådighetsmyndighet, som leds av en generaldirektör. Generaldirektör är Lena Nyberg, med tillträde 5 oktober 2015. Vid myndigheten finns vidare ett insynsråd.

### Ordförande Statens Ungdomsråd
- Åke Gustavsson 1974–1978 [13]
- Leif Zetterberg 1978–1983 [14][15]
- Margot Wallström 1983–1985 [16][17]
- Mona Sahlin 1985–1987 [18][19]
- Sven-Eric Söder 1987–1988 [19][20]
- Anneli Hulthén 1988– [20]

### Generaldirektörer
- Kerstin Wigzell 1994–1996
- Leif Linde 1996–2004 [21]
- Per Nilsson, 2004–2013 [22]
- Alice Bah Kuhnke, 2013–2015 [23]
- Eva Theisz 2014–2015
- Lena Nyberg, 2015–2024[24]
- Magnus Jägerskog, 2025–[25]

## Stöd till religiösa ungdomsorganisationer
Radioprogrammet Kaliber, som i slutet på maj 2010 fäste uppmärksamhet på bland annat homofoba åsikter som eventuellt skulle förekommit inom vissa religiösa ungdomsorganisationer vilka kritiserades av en människorättsjurist ifrån Civil Rights Defenders. Ungdomsstyrelsen meddelade att man skulle utreda bidragen, vilket man också gjorde och fann att kritiken inte hade grund. Bidrag delades därför ut även till de religiösa ungdomsorganisationerna i fråga.
År 2016 beviljade MUCF en halv miljon kronor i bidrag till Sveriges Förenade Muslimer, en salafistisk organisation som bjudit in flera hatpredikanter och föreläsare som stödjer Islamiska Staten vilket kritiserades av terrorforskaren Magnus Ranstorp. En undersökning av Dagens Nyheter visade att myndighetens handläggare som godkänt bidraget till SFM var dömd för bokföringsbrott då han drivit en muslimsk friskola. Myndighetens generaldirektör Lena Nyberg uttalade sitt fulla förtroende för handläggaren.

## Stöd till civilsamhälles organisationer och kommuner
Bland bidragsmottagande organisationer finns också politiska ungdomsförbund, kvinnoorganisationer, civilsamhällesorganisation inkl. trossamfund och många kommuner. Bland annat förmedlar myndigheten statsbidrag till vissa organisationer inom det civila samhället som bedriver verksamhet som riktar sig till människor som befinner sig i socialt särskilt utsatta situationer.
Från mitten av 90-talet fram till 2004 gav Ungdomsstyrelsen cirka 2 miljoner i bidrag till Revolutionär Kommunistisk Ungdom.